# 维京客轮
维京客轮（英語：Viking Line）是一家总部在奥兰群岛的芬兰邮轮公司。公司在2016年有七艘运行于芬兰、瑞典、奥兰群岛以及爱沙尼亚之间的邮轮和渡船。
维京客轮从1959年开始运行，期间更新过多次邮轮。
维京客轮在2016年11月23日与厦门船舶重工签署建造一艘邮轮的意向合同。新的邮轮将运行在图尔库-玛丽港-斯德哥尔摩航线上。邮轮计划在2020年完工，并可装载2800名游客。合同总价为1.9亿欧元。该邮轮已取名为维京荣耀号，在2021年1月下水，并在2022年3月1日正式运行。